# Leo Ornstein
Leo Ornstein, nato Lev Ornshteyn (in russo Лев Орнштейн?; Kremenčuk, 2 dicembre 1893 – Green Bay, 24 febbraio 2002), è stato un compositore e pianista statunitense dei primi anni del XX secolo.

## Biografia
Ornstein è stato il primo compositore importante fare un uso estensivo del cluster. Come pianista,  è stato considerato un talento di classe mondiale. Verso la metà degli anni '20 si allontanò dalla sua fama e presto scomparve dalla memoria popolare. Anche se tenne il suo ultimo concerto pubblico prima dei quarant'anni, continuò a comporre musica per un altro mezzo secolo e oltre. In gran parte dimenticato per decenni, è stato riscoperto a metà degli anni '70. Ornstein ha completato la sua ottava e ultima Sonata per pianoforte nel settembre del 1990, all'età di novantaquattro anni.

### La morte
Nel febbraio 2002, Ornstein morì nella sua casa di Green Bay nel Wisconsin all'età di 108 anni. È stato uno dei compositori più longevi di sempre.